# Lenz-Typ nn
Lenz-Typ nn  war die Bezeichnung für schmalspurige Malletlokomotiven mit der Spurweite 750 mm, die bei verschiedenen von der Firma Lenz & Co gebauten und betriebenen Bahnen im Einsatz waren, unter anderem bei der Rügenschen Kleinbahn als RüKB Nr. 31nn bis 35nn.

## Geschichte
Die Firma Lenz & Co. beschaffte für die von ihr betriebenen Bahnen möglichst einheitliche Lokomotiven. Nachdem die Leistung der vorhandenen zweiachsigen Loks nicht mehr ausreichte und größere Maschinen nötig waren, entschied man sich für die Bestellung von Malletlokomotiven, da vierfach gekuppelte Lokomotiven für die meist kurvenreichen Strecken zu starr waren.
1902 lieferte die Firma Vulcan zwei Fahrzeuge an die Rügensche Kleinbahn (RüKB), zwei weitere an die Pillkaller Kleinbahn. In den Jahren 1905 und 1908 folgten zwei weitere für die RüKB. Im Jahr 1909 wurden zwei Lokomotiven dieses Typs für die ebenfalls von Lenz betriebenen AG der Demminer Kleinbahn–Ost und Kleinbahn-Gesellschaft Greifswald-Wolgast beschafft, 1910 eine für die Insterburger Kleinbahn.
Nachdem die Landesbahndirektion Pommern die Betriebsführung der pommerschen Bahnen übernommen hatte, wurde 1911 eine weitere Lok dieses Typs von Hanomag für die Rügensche Kleinbahn gefertigt, 1912 lieferte Hanomag noch einmal drei Lokomotiven für die neu eröffnete Demminer Kleinbahn–West.
Auch Orenstein & Koppel lieferte 1904 und 1909 zwei Malletlokomotiven dieses Typs in etwas veränderter Bauweise für die Bleckeder Kreisbahn und die Göttinger Kleinbahn.
Eine der Pillkaller Lokomotiven gelangte nach der Umspurung der Bahn 1917 nach Serbien und war nach 1933 als JDŽ 90-009 bis nach dem Zweiten Weltkrieg im Einsatz. Sie gehörte 1950 zum Heizhaus Podlugovi.
Alle Rügener Loks wurden am 1. April 1949 von der Deutschen Reichsbahn übernommen und erhielten dort die Nummern 99 4521 bis 99 4525. In den Jahren 1965 bis 1966 wurden alle Fahrzeuge ausgemustert und bis auf die Nummer 99 4525 verschrottet, Letztere wurde verkauft. Nach einem Aufenthalt als Heizlok in Neubrandenburg wurde sie dort auch zerlegt. Die Lokomotiven der anderen Bahnen gelangten 1945 als Reparationsleistung in die Sowjetunion.

## Technische Merkmale
Die Lokomotiven besaßen einen außenliegenden Hauptrahmen mit den Hochdruckzylindern und einen Innenrahmen für das vordere Fahrgestell mit den Niederdruckzylindern. Die Maschinen hatten Heusingersteuerung. Die Vorratsbehälter lagen neben dem Kessel und reichten bis zur Rauchkammer.